# Сен-Мартен-де-Гуан
Сен-Марте́н-де-Гуа́н (фр. Saint-Martin-de-Goyne) — коммуна во Франции, находится в регионе Юг — Пиренеи. Департамент — Жер. Входит в состав кантона Лектур. Округ коммуны — Кондом.
Код INSEE коммуны — 32391.

## География

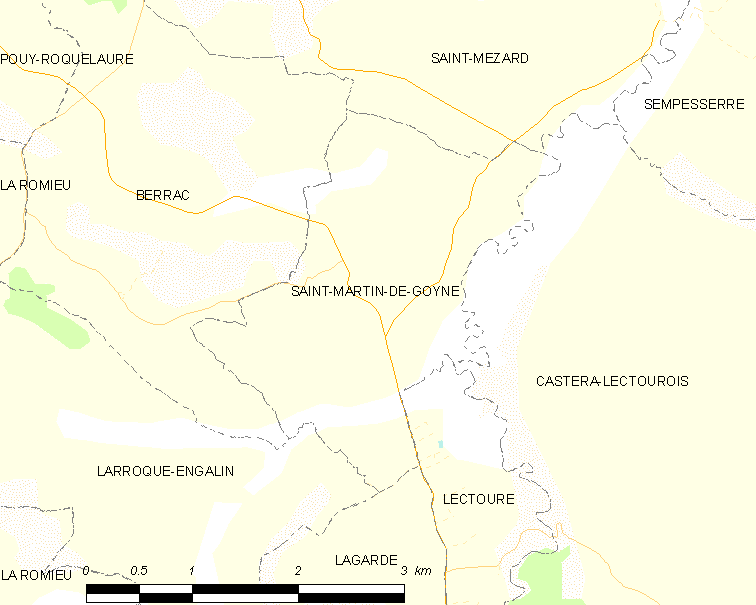
Карта коммуны

Коммуна расположена приблизительно в 560 км к югу от Парижа, в 85 км северо-западнее Тулузы, в 40 км к северу от Оша.
На востоке коммуны протекает река Жер.

## Климат
Климат умеренно-океанический. Лето жаркое и немного дождливое, температура часто превышает 35 °С. Зимой часто бывает отрицательная температура и ночные заморозки. Годовое количество осадков — 700—900 мм.

## Население
Население коммуны на 2010 год составляло 130 человек.
| 1962 | 1968 | 1975 | 1982 | 1990 | 1999 | 2010 |
| ---- | ---- | ---- | ---- | ---- | ---- | ---- |
| 170  | 138  | 147  | 117  | 117  | 109  | 130  |

## Администрация
| Период | Период | Фамилия     | Партия | Примечания |
| ------ | ------ | ----------- | ------ | ---------- |
| 2001   | 2008   | Ален Дабо   |        |            |
| 2008   | 2020   | Рен Мармуже |        |            |

## Экономика
В 2010 году среди 76 человек трудоспособного возраста (15-64 лет) 58 были экономически активными, 18 — неактивными (показатель активности — 76,3 %, в 1999 году было 64,5 %). Из 58 активных жителей работали 55 человек (28 мужчин и 27 женщин), безработных было 3 (2 мужчин и 1 женщина). Среди 18 неактивных 3 человека были учениками или студентами, 9 — пенсионерами, 6 были неактивными по другим причинам.